# Globalización de la economía

El índice de apertura comercial a lo largo de cinco siglos. Este índice se define como la suma de las exportaciones e importaciones mundiales, dividida por el PIB mundial. Cada serie corresponde a una fuente diferente.

La globalización económica es una de las tres dimensiones principales de la globalización, comúnmente mencionada en la literatura académica. Las otras dimensiones son la globalización política y la globalización cultural. La globalización económica se refiere al movimiento internacional generalizado de bienes, capital, servicios, tecnología e información; y la creciente integración e interdependencia económicas de las economías nacionales, regionales y locales en todo el mundo, derivadas de la intensificación de dicho movimiento transfronterizo.
Mientras la globalización es un conjunto extenso de procesos en la relación con múltiples redes económicas, políticas e intercambios culturales, la globalización económica contemporánea es impulsada por el rápido y significativo crecimiento de la información acerca de todos los tipos de actividades productivas y por el desarrollo de la ciencia y la tecnología.
Principalmente se compone por la globalización de producción, finanzas, mercados, tecnología, regímenes organizacionales, instituciones, corporaciones y empleo. Mientras la globalización económica se ha expandido desde el surgimiento del comercio internacional, ha crecido debido a la expansión en cuanto a los avances en comunicación y tecnología bajo el marco de Acuerdo General sobre Aranceles Aduaneros y Comercio y la Organización Mundial del Comercio, lo cual hizo que los países redujeran gradualmente sus barreras comerciales y abrieran sus cuentas corrientes y de capital.  Este auge reciente ha sido apoyado en gran medida por las economías desarrolladas que se integran con los países en desarrollo a través de la inversión extranjera directa, la reducción de los costos de comercialización, la disminución de las barreras comerciales y, en muchos casos, la migración transfronteriza. 
Al mismo tiempo que la globalización ha incrementado radicalmente los ingresos, el crecimiento económico en países en desarrollo y disminuido el precio al consumidor en países desarrollados, también modifica la balanza de poder entre los países en desarrollo y los que ya se han desarrollado, afecta la cultura de cada uno de los países afectados. Y la cambiante locación de la producción de bienes ha generado muchos empleos transfronterizos, requiriendo que algunos trabajadores en países desarrollados cambien de carrera.

## Evolución de la globalización

### Historia
Los mercados internacionales de productos básicos, los mercados laborales y los mercados de capitales conforman la economía y definen la globalización económica. Desde el año 6500 a. C., el pueblo sirio comercializaba ganado, herramientas y otros artículos. En Sumeria, una de las primeras civilizaciones de Mesopotamia, se estableció un sistema de fichas metálicas como una de las primeras formas de dinero para el intercambio mercantil. Los mercados laborales están formados por trabajadores, empleadores, salarios, ingresos, oferta y demanda. Los mercados laborales han existido a lo largo del tiempo, de modo similar a los mercados de productos básicos. Los primeros mercados laborales proporcionaron trabajadores para cultivar y cuidar el ganado para su posterior venta en los mercados locales. Los mercados de capital surgieron a partir del desarrollo de industrias que demandan mayores recursos económicos que los que requiere un agricultor individual.

### Tecnología
La globalización consiste en interconectar a personas de todo el mundo, más allá de las limitaciones dadas por las fronteras geográficas.
Estos avances en la globalización económica fueron interrumpidos por la Primera Guerra Mundial. La mayoría de las potencias económicas globales implementaron políticas económicas proteccionistas e introdujeron barreras comerciales que ralentizaron el crecimiento del comercio hasta el punto del estancamiento. Esto provocó una desaceleración del comercio mundial e incluso llevó a otros países a introducir límites a la inmigración. La globalización no se reanudó por completo hasta la década de 1970, cuando los gobiernos comenzaron a enfatizar los beneficios del comercio. 
En la actualidad, los avances tecnológicos de seguimiento han llevado a la rápida expansión del comercio mundial.
Tres factores sugeridos aceleraron la globalización económica: el avance de la ciencia y la tecnología, las reformas económicas orientadas al mercado y las contribuciones de las corporaciones multinacionales. La invención de 1956 del transporte marítimo en contenedores, junto con el aumento del tamaño de los barcos, fueron una parte importante de la reducción de los costos de transporte.

### Política y gobierno
El Acuerdo General sobre Aranceles Aduaneros y Comercio, realizado por la Organización Mundial del Comercio, permitió a los participantes reducir sus tarifas y barreras no arancelarias para el comercio. Los gobiernos cambiaron sus economías de planeación central de mercados. Estas reformas internas permiten a las empresas adaptarse rápidamente y explotar las oportunidades creadas por los cambios en la tecnología.
Las corporaciones multinacionales reorganizaron su producción para obtener una ventaja de estas oportunidades. El uso intensivo de mano de obra emigró a áreas con menores costos laborales, agregando posteriormente otras funciones, debido al incremento en las habilidades.
El desarrollo del envío en contenedores en 1956, y los incrementos en el tamaño de los barcos, también influyeron en la reducción de los costos de transporte.
El 27 de octubre de 1986, la bolsa de valores de Londres promulgó nuevas leyes liberalizadas que permitieron la conexión interna de los mercados globales, con la expectativa de grandes incrementos en la actividad del mercado. Este evento se conoció como el Big Bang en los mercados financieros.

## Agentes mundiales

### Organizaciones Internacionales Gubernamentales
Una Organización Internacional Gubernamental (OG) hace referencia a una entidad creada por tratado, involucrando dos o más naciones, para trabajar en buena fe, sobre cuestiones de interés común. Las OG han luchado por la paz, seguridad y lidian con cuestiones económicas y sociales. Ejemplos como: Las Organización Mundial de las Naciones Unidas, el Banco Mundial y, en un nivel regional, la Organización del Tratado del Atlántico Norte entre otros.

### Organizaciones Internacionales no Gubernamentales
A pesar de su actividad con una nación, las ONG trabajan con la finalidad de beneficiar países no desarrollados que enfrentan el contragolpe de la globalización económica. Clasificadas como cualquier organización de un grupo de ciudadanos sin fines de lucro que está organizada a nivel local, nacional o internacional. Estas organizaciones realizan varios servicios y funciones humanitarias, comunican las preocupaciones de los ciudadanos al gobierno, verifican y promueven políticas y fomentan la participación política a través de la provisión de información. Para más información, consulta Organizaciones no gubernamentales.

### Corporaciones multinacionales
Uno de los muchos cambios que han traído a los países en desarrollo es una mayor automatización, lo cual podrá dañar a firmas locales no tan automatizadas que tendrán que requerir que sus trabajadores desarrollen nuevas habilidades con el fin de pasar a una economía cambiante, dejando a algunos detrás. La infraestructura necesaria para brindar educación no siempre está presente, requiriendo una reorientación del interés del gobierno acerca de servicios sociales y enfocarse en la educación. En los años recientes, las corporaciones han externalizado actividades. En los negocios, la contratación externa implica destinar ciertos procesos del negocio (el procesamiento de la nómina o reclamaciones), funciones operacionales y actividades no fundamentales (manufactura, gestión de instalaciones, apoyo desde centros de llamadas) a un tercero (ver también proceso de contratación externa en un negocio). 
La Comisión Económica para América Latina y el Caribe (CEPAL) establece que para crear mejores relaciones económicas globalmente, los organismos financieros internacionales deben trabajar con los países en desarrollo para cambiar cómo y dónde se concentra el crédito y de este modo acelerar el desarrollo financiero de dichos países. La CEPAL sugiere además que las Naciones Unidas expanden su agenda para trabajar rigurosamente con organismos financieros internaciones para que se vuelvan más inclusivos. Los factores claves para lograr competencia universal son la diferencia de conocimiento a nivel estatal a través de educación, entrenamiento y avances tecnológicos. El economista Jagdish Bhagwati sugirió que los programas que ayudan a los países en desarrollo a ajustarse a la economía global serían beneficiosos para las relaciones económicas internacionales.
Diversos movimientos, tales como el movimiento por un comercio justo y el movimiento en contra de los talleres clandestinos, demandaban promover una economía socialmente más justa. El movimiento por un comercio justo se esfuerza para mejorar el comercio, desarrollo y producción de productores en desventaja. Dicho movimiento ha alcanzado 1.6 billones de dólares en ventas anuales. El movimiento sirve para sensibilizar a los consumidores acerca de la explotación en países en desarrollo. El comercio justo se lleva a cabo bajo el lema "Comercio, no ayuda", para mejorar la calidad de vida de los agricultores y comerciantes por la participación en ventas directas, proporcionando mejores precios y apoyar a la comunidad. Mientras tanto, el movimiento anti talleres clandestinos es para protestar en contra de trato injusto causado por algunas compañías. Algunas marcas globales fueron halladas con talleres clandestinos pero poco después llevaron a cabo algunos métodos para soportar sus labores. El movimiento es llevado a cabo para disminuir las irregularidades y obtener los beneficios por los trabajos.

#### Competencia desenfrenada
Algunas veces, la globalización es percibida como la causa de un fenómeno llamado "competencia desenfrenada" esto implica que las compañías multinacionales están constantemente tratando de mantener o incrementar su influencia en países que ya son dependientes de las inversiones extranjeras. Las compañías multinacionales tienden a marcar como objetivo a países dependientes de sus exportaciones. Debido a un incremento en la competencia, los países no desarrollados están subcotizando sus competidores al disminuir sus estándares laborales y por lo tanto, disminuyendo el costo de la mano de obra para las compañías multinacionales que invierten en ellos. Deliberadamente, estas compañías se mudarán a países con leyes y regulaciones acerca de estándares laborales más relajadas para que puedan hacer lo que deseen. Esto resulta en fábricas con severas condiciones laborales, salarios bajos e inseguridad en el trabajo.

## Irreversibilidad
De acuerdo con el prominente economista chino Gao Shanguan, la globalización económica es una tendencia irreversible debido al hecho de que los mercados globales tienen la gran necesidad de tecnologías científicas e informáticas. Con la creciente demanda de ciencia y tecnología, Shanguan establece que los mercados globales asumen una "creciente división laboral transfronteriza".
Sin embargo, el profesor Robert Gilpin de la Universidad de Princeton argumenta que las políticas económicas de las naciones han disminuido erróneamente su crecimiento al resistir a la globalización, demostrando que la globalización no es irreversible. Antonio L. Rappa está de acuerdo con que la globalización económica es reversible y cita al profesor de estudios internacionales Peter J. Katzenstein.

## Impacto

### Crecimiento económico y reducción de la pobreza
El crecimiento económico aceleró y la pobreza disminuyó globalmente tras la aceleración de la globalización.

EL crecimiento del PIB per cápita de los globalizadores posteriores a 1980 aceleró de 1.4 por ciento anual en los años 60, 2.9 por ciento anual en los años 70, 3.5 por ciento en los años 80 y 5 por ciento en los años 90. Esta aceleración en el crecimiento es más notable dado que los países ricos vieron una disminución constante en su crecimiento de un máximo de 4.7 por ciento en los años 60 a un 2.2 por ciento en los años 90. También, los países en desarrollo no globalizados les fue peor que a los globalizados, al disminuir las tasas anuales de crecimiento de máximos de 3.3 por ciento durante los años 70 a solamente 1.4 por ciento durante los años 90. Este rápido crecimiento entre los globalizadores no es simplemente debido al fuerte desempeño de China e Inda en los años 80 y 90,18 de 24 globalizadores experimentaron incrementos en crecimiento, muchos de ellos bastante considerables."

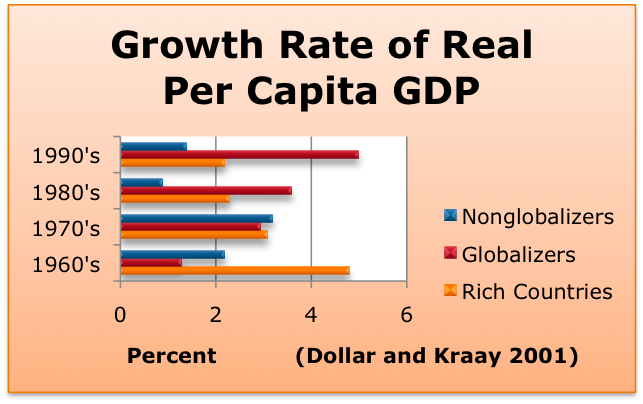
Tasa de crecimiento de PIB real per cápita.

De acuerdo con el Fondo Monetario Internacional, los beneficios por el crecimiento de la globalización económica son ampliamente compartidos. Mientras que varios globalizadores han visto un incremento en desigualdad, más notable en China, este aumento en desigualdad es el resultado de la liberación económica, restricciones en la migración interna, y políticas agriculturales, en vez de un resultado en el comercio internacional.
La pobreza se ha reducido, tal y como lo demuestra el crecimiento de 5.4 por ciento en los ingresos de la quinta parte de la población más pobre de Malasia. Incluso en China, donde la desigualdad continúa siendo un problema, la quinta parte de la población más pobre experimentó un incremento del 3.8 por ciento en su ingreso anual. En varios países, disminuyeron aquellas personas viviendo en el umbral de la pobreza con menos de un dólar por día. En China, la tasa se redujo de 20 a 15 por ciento y en Bangladés la tasa descendió de 43 a 36 por ciento.
Los globalizadores están reduciendo la diferencia del ingreso per cápita entre los ricos y las naciones en globalización. China, India y Bangladés, alguna vez entre los países más pobres del mundo, han reducido la desigualdad debido a su expansión económica.

### Cadena de suministros global
La cadena de suministro global consiste de redes complejas interconectadas que permiten a las compañías producir, manejar y distribuir varios bienes y servicios al público mundialmente.
Las corporaciones gestionan su cadena de suministros para tomar ventaja en cuanto a costos de producción más bajos. Una cadena de suministros es un sistema de organizaciones, gente, actividades, información y recursos involucrados en mover un producto o servicio desde el proveedor hasta el cliente. Las actividades de la cadena de suministros implica la transformación de recursos naturales, materias primas, y componentes en un producto finalizado que es entregado a un cliente final. En sistemas sofisticados de cadena de suministros, los productos usados probablemente pueden entrar otra vez a la cadena de suministros en cualquier punto donde el valor residual sea reciclable. Las cadenas de suministros conectan las cadenas de valor. La oferta y demanda puede ser muy inconstante, dependiendo de factores tales como el clima, demanda del cliente y largas órdenes colocadas por corporaciones multinacionales.

#### Sindicatos de trabajadores
Los sindicatos de trabajadores fueron establecidos durante la industrialización como una solución a las pobres y no reguladas condiciones de trabajo. Negocios no regulados permitían salarios bajos, inseguridad y malas condiciones laborales. Sindicatos respondieron mediante la aplicación de una técnica llamada negociación colectiva, donde los trabajadores pudieran legalmente negociar salarios así como condiciones laborales. Como un resultado directo, los derechos laborales incrementaron como una política y la regulación fue aplicada. Junto con la globalización, la contratación externa se desarrolló lo cual incrementó el poder corporativo. Como una solución, los sindicatos de trabajadores continúan luchando por los derechos de los trabajadores globalmente a través de organizaciones transnacionales.

### Fuga de capitales

La crisis económica de Argentina en el 2001 provocó una devaluación de su moneda y fugas de capitales que resultaron en un decremento de sus importaciones.

La fuga de capitales ocurre cuando los activos o el dinero rápidamente fluye fuera de un país porque ese país ha incrementado recientemente condiciones financieras no favorables tales como impuestos, tarifas, costo de mano obra, deuda gubernamental o controles de capital. Esto es acompañado usualmente por una fuerte disminución en la tasa de cambio del país afectado o una devaluación forzada en países que viven debajo de tasas de cambio fijas. Disminuciones en la moneda mejoran los términos del comercio, pero reducen el valor monetario de activos financieros en el país. Esto conduce a disminuciones en el poder de compra de los activos del país.
Un documento publicado en el 2008 por la Integridad Global Financiera estimó que la fuga de capitales estaba dejando a los países en desarrollo a una tasa de "$850 billones a 1 trillón por año". Pero la fuga de capitales también afecta a los países desarrollados. Un artículo publicado en el 2009 por The Times reportó que recientemente cientos de financieros y emprendedores adinerados huyeron al Reino Unido en respuesta a los recientes incrementos en los impuestos, reubicándose en destinaciones con bajos impuestos tal y como Jersey, Guernsey, Isle Man y las Islas vírgenes británicas. En mayo del 2012, la magnitud de la fuga de capitales en Grecia a raíz de la primera "indecisa" elección legislativa fue estimada en 4 billones de euros por semana.
Las crisis de liquidez pueden ser causadas por las fugas de capital en países directamente afectados y pueden causar dificultades relacionadas en otros países involucrados en comercio internacional como transporte marítimo y finanzas. Los poseedores de activos pueden ser forzados a realizar ventas a precios desfavorables. Los deudores típicamente se enfrentan a un mayor costo y requerimientos colaterales, comparados con periodos de abundante liquidez, y es casi imposible de obtener deudas no garantizadas. Normalmente, durante una crisis de liquidez, el mercado interbancario de préstamos se estanca.

### Desigualdad

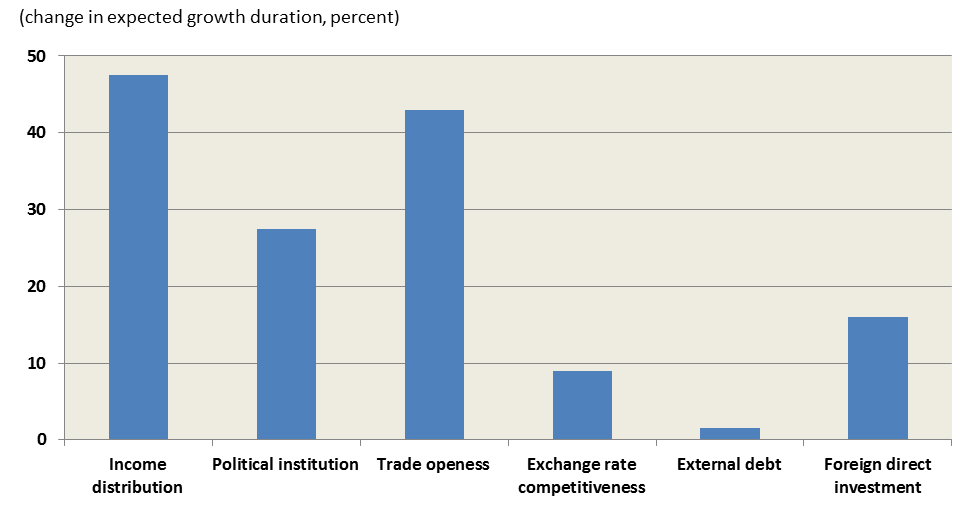
De los factores que influyen la duración del crecimiento económico tanto en países desarrollados y en desarrollo, la igualdad de ingresos tiene un efecto más beneficioso que la apertura del comercio, instituciones políticas, e inversión extranjera.

Mientras la permanencia de la desigualdad de los ingresos de los países ha incrementado durante el periodo de globalización, la desigualdad global ha disminuido debido a que los países en desarrollo han experimentado un crecimiento más rápido. La desigualdad económica varía entre sociedades, periodos históricos, estructuras económicas o sistemas económicos, guerras pasadas o actuales, entre géneros, y entre diferencias en las habilidades de los individuos para crear bienestar. Entre los varios índices numéricos para medir la desigualdad económica, el coeficiente de Gini es el más citado.
La desigualdad económica afecta a la equidad, igualdad de ingresos y subsecuentemente igualdad de oportunidades. A pesar de que estudios previamente realizados consideran la desigualdad económica como necesaria y beneficiosa, algunos economistas la ven como un problema social importante. Estudios iniciales que sugieren que una mayor igualdad impide el crecimiento económico no contaban con lapsos de cambios en la desigualdad y cambios en el crecimiento. Estudios posteriores afirmaron que uno de los más sólidos determinantes de un crecimiento económico sostenido es el nivel de desigualdad de ingresos.
El término desigualdad internacional se refiere a la desigualdad entre países. Las diferencias de ingresos entre países ricos y pobres son muy amplias, a pesar de que están cambiando rápidamente. Los ingresos per cápita en China e India se duplicaron en los 20 años anteriores, una hazaña que en Estados Unidos requirió 150 años. De acuerdo con el reporte del 2013 de la ONU acerca del desarrollo humano, para los países en diferentes niveles del Índice de desarrollo humano de la ONU su producto nacional bruto entre 2004 y 2013 creció de 24,806 a 33,391 o 35% (muy alto desarrollo humano), 4,269 a 5,428 o 27% (medio) y 1,633 o 38% (bajo) en paridad de poder adquisitivo medido en dólares americanos.
Determinados cambios demográficos en el mundo en desarrollo después de la liberación activa económica y la integración internacional resultaron en un aumento de bienestar y por lo tanto, menos desigualdad. De acuerdo con Martin Wolf, en el mundo en desarrollo como un todo, la expectativa de vida aumentó en cuatro meses cada año después de 1970 y la mortalidad infantil se redujo de 107 por cada mil en 1970 a 58 en el 2000 debido a mejoras en los estándares de vida y condiciones sanitarias. También, la alfabetización de adultos en países en desarrollo aumentó de 53% en 1970 a 74% en 1998 y una alfabetización mucho menor entre los jóvenes garantiza que las tasas continuarán disminuyendo con el paso del tiempo. Por otra parte, la disminución en las tasas de fertilidad en el mundo en desarrollo de 4.1 nacimientos por mujer en 1980 a 2.8 en 2000 indica una mejora en los niveles de educación de mujeres en cuanto a la fertilidad y control de menos niños con más atención e inversión por parte de los padres. Consecuentemente, padres más educados y prósperos con menos han escogido retirar a sus hijos de la fuerza laboral para darles la oportunidad de ser educados en una escuela mejorando el problema de explotación infantil. Por lo tanto, a pesar de que aparentemente la desigual distribución de ingresos entre estos países en desarrollo, su desarrollo y crecimiento económico han traído mejores estándares de vida y bienestar para la población como un todo.
Avances recientes, tal como la manufactura justo a tiempo, han afectado aquellos trabajos de manufactura y agricultura más que a otros. Cuando grandes empresas u otros que controlan la cadena de suministro deciden reducir la manufactura, estas personas muchas veces se encuentran sin trabajo con poca o sin ayuda.

### Desigualdad de género

#### Riesgos de salud
Junto con la globalización hay una creciente internacionalización de riesgos sanitarios. Las empresas recurren a la contratación externa de empleos en naciones en desarrollo, que a su vez fuerzan a los extranjeros con ingresos menores al final de la "cadena alimenticia", como individuos trabajando por centavos de dólar bajo condiciones antihigiénicas no reguladas. Las mujeres que se dedican a la agricultura, por ejemplo, a menudo se les solicita trabajar largas jornadas manejando químicos como pesticidas y fertilizantes sin ninguna protección. Existen consecuencias adversas sobre la salud debido a las largas jornadas laborales e individuos que tienen mucha carga al trabajar en una cadena de suministro global.
Un estudio publicado por Seth, Divya y Nimali Singh prueba que existe un vínculo entre una gran variedad de riesgos para la salud y el exceso de trabajo. El artículo argumentó que el tiempo es esencial; en poco tiempo es una necesidad para la salud de un individuo si el asunto es el comportamiento, visitar la oficina del doctor, un cuidado esencial. Existe una correlación directa con el estrés y ha sido la causa del 24% de enfermedades cardiovasculares incluyendo infartos y ataques al corazón. Aunque tanto hombres como mujeres experimentan deficiencias saludables, reportes finales indican que las mujeres, con doble carga de trabajo doméstico y trabajos remunerados experimentan un incremento en el riesgo de sufrimiento psicológico y salud deficiente. Los autores concluyeron que la relación negativa entre el trabajo y la familia tiene efectos secundarios asociados con problemas de salud tanto en mujeres como en hombres y dicha relación está relacionada con un peor estado de salud entre mujeres.
Es común que la vida laboral traiga consigo condiciones saludables adversas o incluso la muerte debido a las escasas políticas de seguridad. Después del trágico colapso de la fábrica Rana Plaza en Bangladés, dónde ocurrieron más de 800 muertes, el país ha realizado esfuerzos para fortalecer sus políticas de seguridad que beneficien a los trabajadores.

#### Maltrato
Las empresas colocan sus lugares de producción en áreas con pocas o sin regulaciones laborales, y como resultado obtienen menos costos laborales. Con las pocas regulaciones laborales, aquí es donde se comienza a ver el maltrato de trabajadores, especialmente a mujeres y niños. Malas condiciones de trabajo y abusos sexuales con algunos de los maltratos enfrentados por mujeres en la cadena de suministro textil. Marina Prieto-Carrón demuestra en su investigación en América Central que a las mujeres trabajando en maquiladoras clandestinas no les proporcionan diariamente papel higiénico en los baños. La razón por la que le cuesta más a las empresas es porque las personas no pueden trabajar en su mayor potencial en malas condiciones, afectando el mercado global. Además, cuando las empresas deciden cambiar sus tasas de fabricación o locaciones en industrias que emplean más mujeres, a menudo se quedan sin trabajo ni ayuda. Este tipo de reducción brutal o eliminación de horas es visto en industria tal como la textil y la industria agricultora, ambas contratan más mujeres que hombres. Una solución al maltrato de mujeres en la cadena de suministro es más envolvente desde la empresa y tratar de regular la contratación externa de su producto.

### Paraísos fiscales

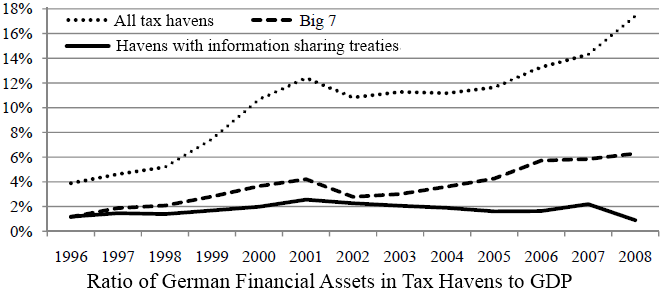
La proporción de activos alemanes en paraísos fiscales en relación con el total del PIB alemán. Los "grandes 7" son Hong Kong, Irlanda, Lebanon, Liberia, Panamá, Singapur, y Suiza.

Un paraíso fiscal es un estado, país o territorio donde algunos impuestos son recaudados a una menor o ninguna tasa, lo cual es utilizado por negocios para evadir impuestos. Individuos y empresas encuentran atractivo mudarse a áreas con reducción de impuestos. Esto crea una situación de competencia de impuestos entre los gobiernos. Los impuestos varían substancialmente a través de jurisdicciones. Estados soberanos tienen teóricamente poderes ilimitados para promulgar leyes fiscales afectando a sus territorios, a menos que estén limitados por tratados internacionales previos. El aspecto fundamental de un paraíso fiscal es que sus leyes y otras medidas pueden ser utilizadas para evitar las leyes fiscales o regulaciones de otras jurisdicciones. En el reporte de diciembre del 2008 acerca del uso de paraísos fiscales por las empresas americanas, la Oficina de Contabilidad del gobierno fue incapaz de proporcionar una definición satisfactoria de un paraíso fiscal, pero considera las siguientes características como indicativas: impuestos nulos o nominales; falta de intercambio efectivo de información tributaria con autoridades fiscales extranjeras; falta de transparencia en las operaciones legislativas, legales o administrativas; ningún requisito de presencia local; y autopromoción como un centro financiero en el extranjero. 
Un reporte del 2012 por la Red para la Justicia Fiscal estimó que entre $21 y $32 billones de dólares están protegidos de impuestos en paraísos fiscales alrededor del mundo. Si tales activos escondidos en el extranjero fueran considerados, muchos países con gobiernos nominalmente en deuda serían naciones acreedoras. Sin embargo, el director de política fiscal del Instituto Colegiado de Impuestos expresó escepticismo acerca de exactitud de las figuras. Daniel J. Mitchell del Instituto Cato dice que el reporte también asume, al considerar perdidas de ingresos fiscales, que 100% del dinero depositado en el extranjero está evadiendo el pago de impuestos.
Los beneficios del refugio fiscal resultan en una incidencia fiscal que ponen en desventaja a los pobres. Muchos paraísos fiscales se cree que tienen relación con "fraudes, lavado de dinero y terrorismo." Investigaciones en curso acerca del abuso de paraísos fiscales ilegales han producido pocas condenas. Opiniones de contadores sobre la plenitud de los paraísos fiscales han estado evolucionando, al igual que las opiniones de los usuarios de sus corporaciones, gobiernos, y políticos, aunque su uso por las 500 mayores empresas estadounidenses y otras permanece generalizado. Propuestas de reforma centrándose en las cuatro grandes firmas de contabilidad se han promovido. Algunos gobiernos parecen estar usando un programa espía para examinar las finanzas corporativas.

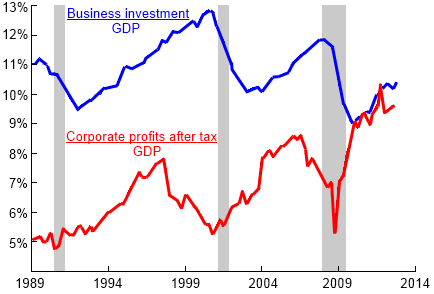
Rojo: Beneficios después de impuestos de las empresas americanas. Azul: Inversión empresarial extranjera en EUA, ambas como fracción del PIB, 1989-2012. Concentración de la riqueza de las ganancias en los paraísos fiscales debido a la evasión fiscal impulsada por la imposición de medidas de austeridad, inhibiendo mayor crecimiento.

### Voces de los países en desarrollo
La Comisión Económica para América Latina y el Caribe (ECLAC por sus siglas en inglés) ha propuesto un plan de condiciones de apoyo para mejorar la posición económica global de los países en desarrollo. No obstante, los países más favorecidos continúan controlando la agenda económica. Lechner y Boli establecen que el Banco Mundial y el Fondo Monetario Internacional debe dar voz a los países en desarrollo.

### Efectos culturales
La globalización económica puede afectar la cultura. Poblaciones pueden imitar el flujo internacional de capitales y mercados laborales en la forma de inmigración y la fusión de culturas. Recursos extranjeros y medidas económicas posiblemente pueden afectar a diferentes culturas y personas nativas. A medida que éstas poblaciones están expuestas al idioma inglés, computadoras, música occidental y a la cultura americana, se están observando cambios en la disminución del tamaño de las familias, inmigración a grandes ciudades, más citas casuales, y los roles de género están siendo transformados. 
Yu Xintian señaló dos tendencias contrarias en la cultura debido a la globalización económica. Yu argumentó que la cultura y la industria no solo fluye desde el mundo desarrollado hacia el resto, pero desencadena un esfuerzo para proteger las culturas locales. Destaca que la globalización económica comenzó después de la Segunda Guerra Mundial, mientras que la internacionalización empezó hace casi un siglo.
George Ritzer escribió acerca de la McDonalización de la sociedad y cómo los negocios de comida rápida se esparcieron a través de Estados Unidos y el resto del mundo, atrayendo otros lugares a adaptar la cultura de la comida rápida. Ritzer describe otros negocios como The Body Shop, una compañía de cosméticos británica, que ha copiado el modelo de negocio para expandirse e influenciarse de McDonalds. En el 2006, 233 de 280 o más del 80% de nuevos McDonald's abrieron fuera de EUA. En el 2007, Japón tenía 2,828 locaciones de McDonalds.
Empresas globales de comunicación exportan información alrededor del mundo. Esto crea en su mayor parte una solo modo de flujo de información, y exposición principalmente a productos y valores occidentales. Compañías como CNN, Reuters y la BBC dominan las ondas globales con puntos de vista occidentales. Otras compañías de medios de noticias como la red Al Jazeera en Catar ofrece un distinto punto de vista, pero alcanza e influye a pocas personas.

### Migración
"Con aproximadamente 210 millones de personas viviendo fuera de su país de origen (Organización Internacional de Trabajo, 2010), la migración internacional ha afectado las vidas de casi todas las personas tanto en el país que envía como el país que recibe del sur y norte del planeta". Debido a los avances en la tecnología, el ser humano así como los bienes son capaces de moverse a través de diferentes países y regiones con relativa facilidad.